# دایکی ماتسوکا
دایکی ماتسوکا (انگلیسی: Daiki Matsuoka؛ زادهٔ ۱ ژوئن ۲۰۰۱) بازیکن فوتبال است.
از باشگاه‌هایی که در آن بازی کرده‌است می‌توان به باشگاه فوتبال ساگان توسو اشاره کرد.
وی همچنین در تیم‌های ملی فوتبال زیر ۱۷ سال ژاپن و زیر ۲۳ سال ژاپن بازی کرده‌است.